# فرودگاه شهری بلومزبرگ
فرودگاه شهری بلومزبرگ (به انگلیسی: Bloomsburg Municipal Airport) یک فرودگاه است. این فرودگاه در کشور ایالات متحده آمریکا قرار دارد.